# Lamberto Maggiorani
Lamberto Maggiorani (Roma, 28 de agosto de 1909 - Roma, 22 de abril de 1983) fue un actor italiano. Es uno de los actores no profesionales más conocidos del neorrealismo italiano, gracias a la participación en la película Ladri di biciclette (1948) de Vittorio De Sica.

## Biografía
Era obrero de fábrica (trabajó como tornero) y actor no profesional en el momento en que fue elegido para esta película. Obtuvo 600.000 liras ($ 1.000 USD) por su desempeño, lo que le permitió comprar muebles nuevos y obsequiar a su familia con unas vacaciones, pero cuando regresó a la fábrica fue despedido porque la empresa estaba en dificultades y la dirección creyó que sería más justo despedirlo en lugar de a otros compañeros, ya que pensaba que había "ganado millones" como estrella de cine.
Encontró trabajo ocasional como albañil, pero continuó tratando de obtener papeles en películas, con poco éxito; incluso De Sica se mostró reacio a emplearlo como algo más que un extra. Pier Paolo Pasolini le dio un pequeño papel en la película Mamma Roma (1962) debido a su estatus icónico en el cine italiano. Cesare Zavattini, el guionista de Ladri di biciclette, consciente de la difícil situación de Maggiorani, escribió un guion sobre él titulado "Tu, Maggiorani", en un intento por demostrar los límites de la capacidad de la película neorrealista para cambiar el mundo.

## Filmografía
- Ladri di biciclette (1948)
- Vent'anni (1949)
- Donne senza nome (1950)
- Anna (1951)
- Vacanze col gangster, de Dino Risi (1951)
- Achtung! Banditi!, de Carlo Lizzani (1951)
- Salvate mia figlia (1951)
- A Tale of Five Cities (1951)
- Umberto D. (1952) (no acreditado)
- Via Padova 46 (1954)
- Don Camillo e l'on. Peppone (1955)
- Totó, Pepino y los forajidos (1956)
- Il giudizio universale, de Vittorio de Sica (1961)
- Mamma Roma (1962)
- Mare matto, de Renato Castellani (1963)
- Ostia, de Sergio Citti (1970)